# Dự án Sign
Dự án Sign (Dấu hiệu) là một nghiên cứu chính thức của chính phủ Mỹ về vật thể bay không xác định (UFO) do Không quân Mỹ thực hiện và hoạt động trong hầu hết năm 1948.
Báo cáo cuối cùng của Dự án Sign, được xuất bản vào đầu năm 1949, tuyên bố rằng trong khi một số UFO xuất hiện để đại diện cho máy bay thực tế, không có đủ dữ liệu để xác định nguồn gốc của chúng. Dự án Sign được theo sau bởi một dự án khác là Dự án Grudge.
Dự án Sign lần đầu tiên được tiết lộ cho công chúng vào năm 1956 thông qua cuốn sách Báo cáo về Vật thể bay không xác định (The Report on Unidentified Flying Objects) của Đại úy Không quân đã về hưu Edward J. Ruppelt. Bộ hồ sơ trọn vẹn cho Sign đã được giải mật vào năm 1961.